# Anastasi de Nice
Anastasi de Nice (en grec antic: Ἀναστάσιος, llatí: Anastasius) va ser bisbe metropolità de Nice o Niça entre ela anys 520 i 536, i va escriure una obra en grec sobre els Salms, que encara es conserva.